# Dogs Playing Poker

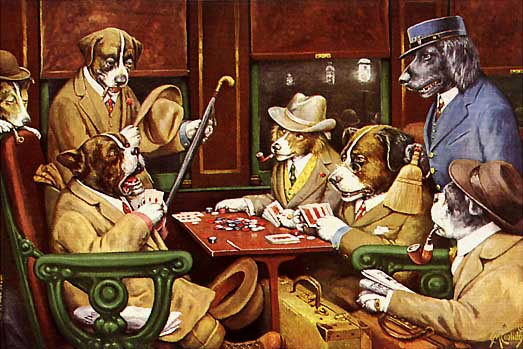
His Station and Four Aces (1903)

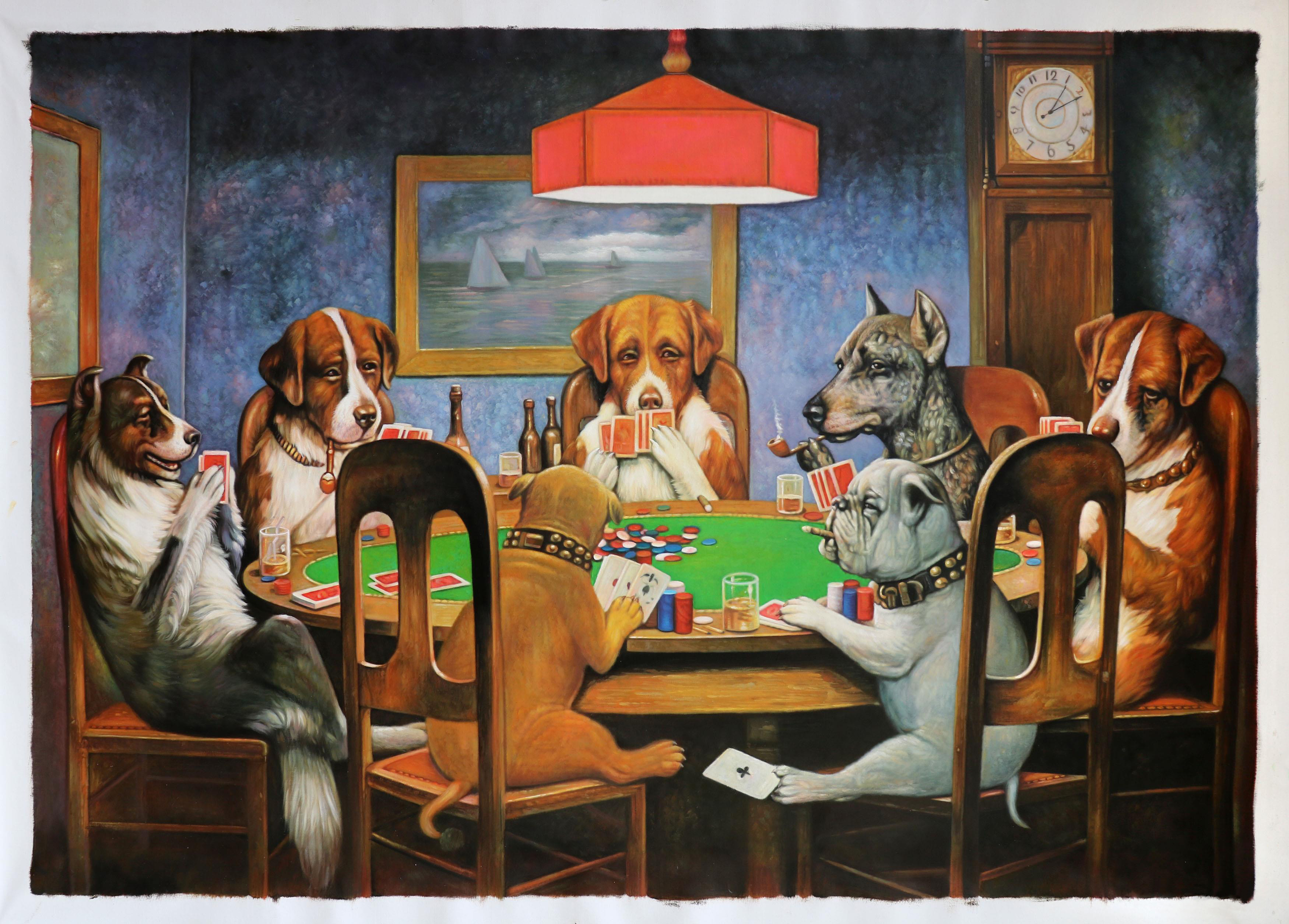
A Friend in Need (1903)

Dogs Playing Poker (englisch für Hunde, die Poker spielen) bezeichnet eine Serie von Ölgemälden des amerikanischen Künstlers C. M. Coolidge, die 1903 von dem Verlag Brown & Bigelow in Auftrag gegeben wurde, um Zigarren zu vermarkten.

## Thematik
Alle Gemälde der Serie zeigen anthropomorphe Hunde. Die neun Bilder, in denen die Hunde um einen Spieltisch herum sitzen, wurden besonders bekannt. Die in den Bildern dargestellten Wohnungseinrichtungen gelten in den Vereinigten Staaten als typisch für leicht pompöse Statussymbole der Arbeiterklasse. Die Hunde hingegen sind als Angehörige freier Berufe beziehungsweise als (fast ausschließlich) Männer der oberen Mittelschicht gezeichnet. Der Zeitraum der Entstehung der Bilder ist auch deckungsgleich mit dem Aufstieg von Poker als Spiel für Glücksritter zu einem Zeitvertreib für angesehene Männer.

## Gemälde

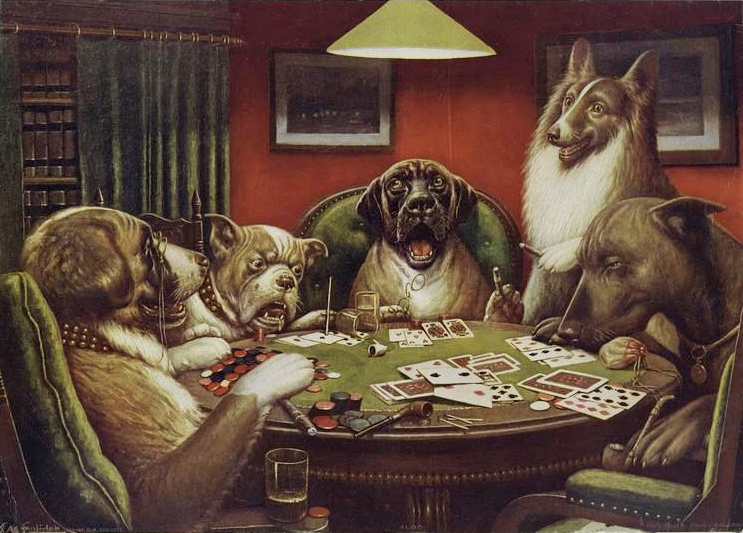
Waterloo (1906)

Die Gemälde der Serie Dogs Playing Poker sind:
- A Bold Bluff (Originaltitel: Judge St. Bernard Stands Pat on Nothing)[3]
- A Friend in Need
- His Station and Four Aces
- Pinched with Four Aces
- Poker Sympathy
- Post Mortem
- Sitting up with a Sick Friend
- Stranger in Camp
- Waterloo (Originaltitel: Judge St. Bernard Wins on a Bluff)[3]

Auf diese folgte 1910 ein ähnliches Gemälde, Looks Like Four of a Kind. Ein Teil der Gemälde der Komposition ist Bildern von menschlichen Kartenspielern nachempfunden, welche von Künstlern wie Michelangelo, Georges de la Tour und Paul Cézanne stammen.

## Wahrnehmung und Kritik
Laut der Kritikerin Annette Ferrara ist Dogs Playing Poker tief im amerikanischen, wenn nicht gar im weltweiten kollektiven „Schlock“-Bildergedächtnis verwurzelt (Schlock ist jiddisch [abgeleitet von deutsch Schlagsahne, nicht zu verwechseln mit Schmock] und bezeichnet einen billigen oder minderwertigen Abklatsch von Kunst, ähnlich dem Kitsch). Die Gemälde seien durch ihre nicht aufhörende Reproduktion in allen Arten der popkulturellen Ephemera unauslöschbar im Unterbewusstsein eingebrannt. Dies beruhe vorrangig darauf, dass die Bilder Hunde zeigen und diese sehr anthropomorph dargestellt werden. Der Pokerspieler und Buchautor James McManus dagegen sieht die Popularität darin begründet, dass die Bilder „so lustig“ seien. Poker sei ein Spiel, das besondere Hirnaktivität erfordere und die Vorstellung, Hunde würden Poker spielen, sei „offensichtlich absurd“.
Am 15. Februar 2005 wurden die Originale von A Bold Bluff und Waterloo bei einer Auktion durch einen anonymen Käufer für zusammen 590.400 US-Dollar erworben. Dies ist der höchste Preis, den ein Coolidge-Gemälde bislang erzielte. Zuvor lag der Höchstpreis bei 74.000 Dollar.